# Zespół amotywacyjny
Zespół amotywacyjny (także zespół apatyczno-abuliczny, ang. amotivational syndrome) – zespół objawów, opisywany u osób przewlekle, od dłuższego czasu odurzających się marihuaną i innymi przetworami konopi. W skład tego zespołu wchodzą:
- osłabienie motywacji prowadzące do bierności i rezygnacji z działań zmierzających do realizacji wcześniej przyjętych celów i aspiracji życiowych (wyrazem tego może być m.in. osłabienie wyników w nauce, zaniedbywanie planów i obowiązków zawodowych)
- zawężenie zainteresowań do spraw związanych z korzystaniem z marihuany (np. zaniedbywanie własnego wyglądu i higieny, rezygnacja z hobby lub wycofywanie się z kontaktów z ludźmi, którzy nie korzystają z marihuany)
- osłabienie sprawności poznawczej (zwłaszcza pamięci krótkotrwałej)

Koncepcja zespołu amotywacyjnego powstała w 1968 roku, kiedy to Smith opublikował dwa studia przypadku. W tym samym czasie, niezależnie, dwóch innych badaczy opisało niemal identyczne zjawisko (McGloyhin i West, 1968; za:). Według nich, osoby które przez dłuższy okres odurzały się przetworami konopi miały doświadczać takich objawów jak: wycofanie, bierność i brak zorientowania na osiągnięcia.

## Kontrowersje
Obecnie uważa się, że istnienie zespołu amotywacyjnego nie jest wystarczająco potwierdzone. Raport Światowej Organizacji Zdrowia podaje, że badania mające być dowodem przemawiającym za tą hipotezą miały liczne niedociągnięcia metodologiczne, w tym były zazwyczaj przeprowadzone na bardzo małych próbach.
Duncan (1987) w swoich badaniach porównywał dwie grupy - palaczy przetworów konopi (głównie haszyszu) i niepalących - pod względem zespołu amotywacyjnego. Podczas tych badań, nie stwierdzono żadnych, statycznie istotnych różnic pomiędzy grupami.